# Jean Baptiste Boisduval
Jean Baptiste Alphonse Dechauffour de Boisduval (Ticheville, 17 de junio de 1799 - Ticheville. 30 de diciembre de 1879) fue un naturalista, lepidopterólogo, botánico y médico francés.
Desarrolló la escala Boisduval e identificó muchas especies nuevas de mariposas. Considerado como uno de los más célebres especialistas en lepidópteros de Francia, fue cofundador de la Société entomologique de France. Al comenzar su carrera, estuvo interesado en el orden Coleoptera y se alió con Lacordaire y Latreille. Fue también conservador de la colección de Pierre François Marie Auguste Dejean en París y describió muchas especies de escarabajos así como también de mariposas nocturnas y diurnas resultantes de los viajes de L'Astrolabe (la nave de las expediciones de Jean-François de Galaup) y del Coquille (de Louis Isidore Duperrey). Los escarabajos elateridae de Boisduval se encuentran en el Museo de Historia Natural de Londres, y los del tipo curculionidae en el Museo de historia natural de Bruselas. Su colección de mariposas fue vendida a Charles Oberthür. Los especímenes de la familia sphingidae se encuentran en el Museo Carnegie en Pittsburgh, Pensilvania.

## Obra
- Con John Eatton Le Conte, 1829-1837  Histoire général et iconographie des lepidoptérès et des chenilles de l’Amerique septentrionale (en español, Historial general e ilustraciones de lepidópteros y orugas de la América septentrional) publicado en París. Esta obra no fue completada sino hasta 1837.
- Con Jules D. d'Urville Ed. Voyage de l'Astrolabe. Faune entomologique de l'Océanie par le Dr Boisduval. Tomo 1 : Lepidoptéres (1832) tomo 2 Coléoptères, Hémiptères, Orthoptères Névroptères, Hyménoptères et Diptères (1835)
- Mémoire sur les Lépidoptères de Madagascar, Bourbon et Maurice. Nouvelles Annales du Muséum d’Histoire Naturelle. París 2:149-270 (1833) publicó Librairie Encyclopédique de Roret, 1833[1]
- Histoire Naturelle des Insectes. Species Général des Lépidoptéres. Tomo 1.º Hist. nat. Ins. Spec. gén. Lépid. 1 : 1-690 (1836)
- 1852. Lepidoptères de la Californie. Annls. Soc. ent. Fr. 10 (2): 275-324.

## Honores

### Eponimia
Género
- (Onagraceae) Boisduvalia Spach[2]
- La abreviatura «Boisd.» se emplea para indicar a Jean Baptiste Boisduval como autoridad en la descripción y clasificación científica de los vegetales.[3]

## Abreviatura (zoología)
La abreviatura Boisduval  se emplea para indicar a Jean Baptiste Boisduval como autoridad en la descripción y taxonomía en zoología.